# Wilhelm Möhler
Wilhelm Möhler SAC (* 20. März 1912 in Karlsruhe; † 9. Juli 1981 in Vallendar) war ein deutscher römisch-katholischer Ordensgeistlicher und Generalrektor der Pallottiner.

## Leben
Wilhelm Möhler besuchte bis 1931 das Kleine Seminar der Pallottiner in Limburg an der Lahn. Danach arbeitete Möhler ein Jahr lang bei der Caritas in Karlsruhe, bevor er am 1. Mai 1932 der Ordensgemeinschaft der Pallottiner beitrat. Er absolvierte das Noviziat in Olpe und legte am 1. Mai 1934 die erste Profess ab. Anschließend studierte Möhler Philosophie und Katholische Theologie an der Päpstlichen Universität Gregoriana in Rom. Dort wurde er später mit der Arbeit Die Trinitätslehre des Marsilius von Inghen. Ein Beitrag zur Geschichte der Theologie des Spätmittelalters zum Doktor der Theologie im Fach Kirchengeschichte promoviert. Am 17. Juli 1938 empfing er in der Kirche Sant’Ignazio in Rom das Sakrament der Priesterweihe.
Im Herbst 1942 wurde Wilhelm Möhler zur Wehrmacht eingezogen. Zunächst leistete er Dienst als Sanitäter in Augsburg und später an der Ostfront. Am 23. September 1943 wurde Möhler in der Nähe von Smolensk schwer am linken Arm verwundet. Danach diente er bis zum Ende des Zweiten Weltkriegs in verschiedenen deutschen Lazaretten als Sanitäter. Am 29. Juli 1945 kehrte Wilhelm Möhler in seine Ordensgemeinschaft zurück und wurde Professor für Kirchengeschichte und Studienpräfekt am Kleinen Seminar der Pallottiner in Vallendar. Ab 1947 war er als Provinzialrat und als Regens des Priesterseminars seiner Ordensgemeinschaft tätig.
Von 1953 bis 1971 war Möhler Generalrektor der Pallottiner. Er nahm an allen vier Sitzungsperioden des Zweiten Vatikanischen Konzils teil und war Mitglied der Kommission für das Laienapostolat, die das Dekret Apostolicam actuositatem vorbereitete. Nach seiner Amtszeit als Generalrektor blieb Möhler noch bis 1976 Berater der Kommission für das Laienapostolat, bis er aus gesundheitlichen Gründen auch von diesem Amt zurücktrat. 1975 war er während des Heiligen Jahres Leiter des Büros für die deutschsprachigen Pilger in Rom. Später kehrte Möhler nach Deutschland zurück, wo er als Berater der Kommission für internationale Angelegenheiten beim Zentralkomitee der deutschen Katholiken wirkte.
Wilhelm Möhler starb am 9. Juli 1981 in Vallendar und wurde in Limburg an der Lahn beigesetzt.

## Schriften
- Die Trinitätslehre des Marsilius von Inghen. Ein Beitrag zur Geschichte der Theologie des Spätmittelalters. Lahnverlag, Limburg/Lahn 1949, OCLC 38548806.
- Norbert Greinacher, Norbert Mette, Wilhelm Möhler (Hrsg.): Gemeindepraxis: Analysen und Aufgaben (= Gesellschaft und Theologie. Praxis der Kirche. Band 30). M. Grünewald, Mainz 1979, ISBN 978-3-7867-0731-8.